# 菲利普·博卡拉
菲利普·博卡拉（法語：Philippe Boccara，1959年7月6日—），法国男子皮划艇运动员。他曾代表法国参加1984年夏季奥林匹克运动会皮划艇比赛，获得男子四人皮艇1000米铜牌。